# 낭도 (여수시)
낭도(狼島)는 전라남도 여수시 화정면 낭도리에 있는 섬이다.

## 같이 보기

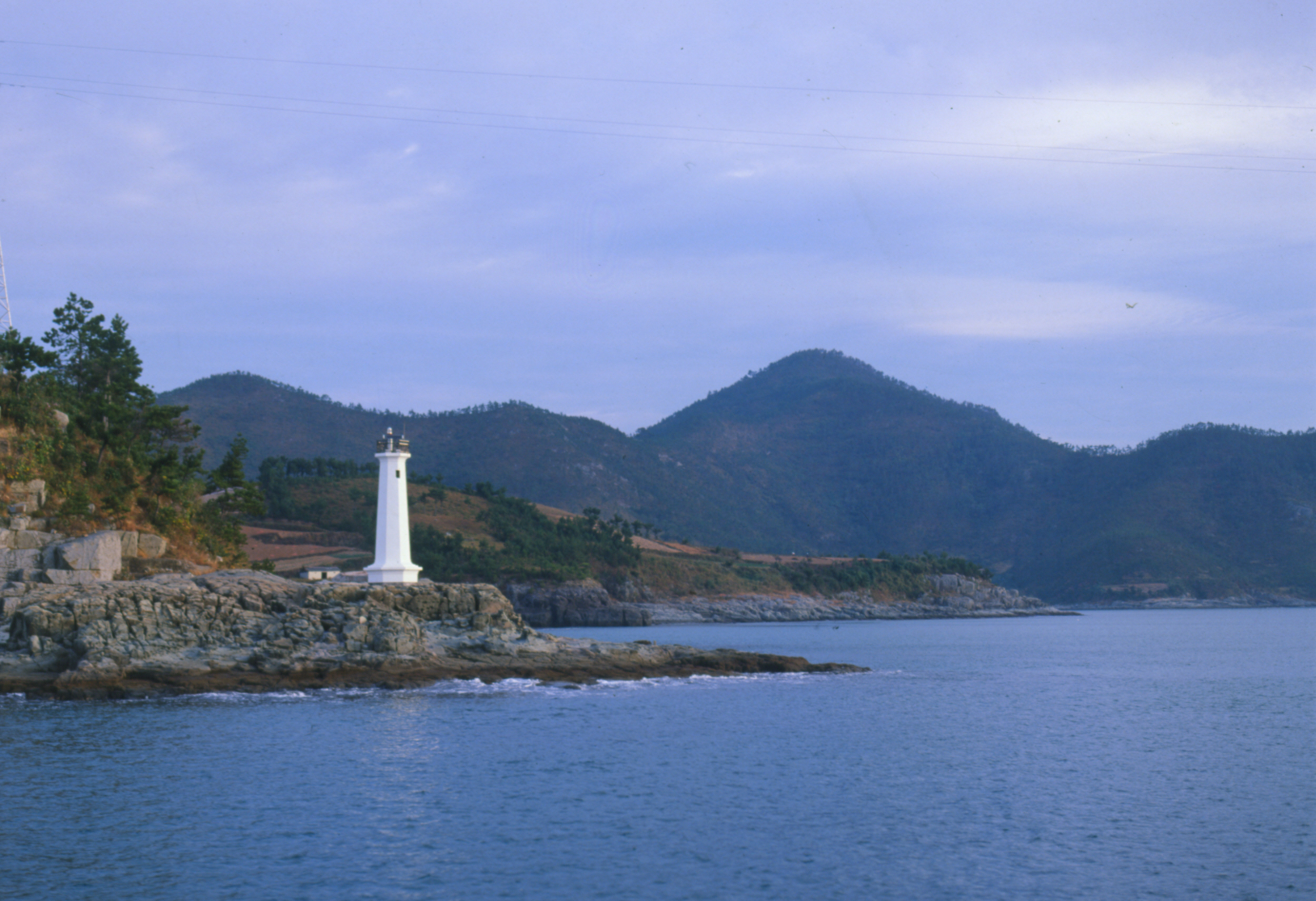
낭도

- 여수 낭도리 공룡발자국화석 산지 및 퇴적층 - 천연기념물 434호
- 낭도 상산 봉화대
- 여수 사도·추도마을 옛 담장 - 등록문화재 제367호
- 낭도항 -국가어항